# Ormiscus
Ormiscus är ett släkte av skalbaggar. Ormiscus ingår i familjen plattnosbaggar.

## Dottertaxa tillOrmiscus, i alfabetisk ordning[1]
- Ormiscus aeneus
- Ormiscus aequalis
- Ormiscus albofasciatus
- Ormiscus ancora
- Ormiscus angulatus
- Ormiscus annulifer
- Ormiscus approximatus
- Ormiscus brevis
- Ormiscus brunneus
- Ormiscus calus
- Ormiscus centralis
- Ormiscus conis
- Ormiscus costifer
- Ormiscus costifrons
- Ormiscus cupreus
- Ormiscus discifer
- Ormiscus elegans
- Ormiscus eusphyroides
- Ormiscus fasciatus
- Ormiscus figuratus
- Ormiscus fissunguis
- Ormiscus floridanus
- Ormiscus fuscomaculatus
- Ormiscus griseus
- Ormiscus guttatus
- Ormiscus irroratus
- Ormiscus lateralis
- Ormiscus laticollis
- Ormiscus lineatus
- Ormiscus lineicollis
- Ormiscus marmoreus
- Ormiscus micula
- Ormiscus minor
- Ormiscus minutus
- Ormiscus nanus
- Ormiscus nigrinus
- Ormiscus ornatus
- Ormiscus pardus
- Ormiscus phaeomelas
- Ormiscus pusillus
- Ormiscus quercus
- Ormiscus saltator
- Ormiscus sextuberculatus
- Ormiscus sparsilis
- Ormiscus spilosus
- Ormiscus stratus
- Ormiscus submetallicus
- Ormiscus subtilis
- Ormiscus tener
- Ormiscus tigrinus
- Ormiscus variegatus
- Ormiscus variolosus
- Ormiscus vulgaris